# Criptosistema

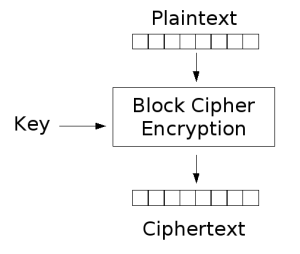
Diagrama de l'Encriptació

En criptografia, un criptosistema és un conjunt d'algoritmes criptogràfics necessaris per implementar un servei de seguretat particular, com ara la confidencialitat (xifratge).
Normalment, un criptosistema consta de tres algorismes: un per a la generació de claus, un per al xifratge i un altre per al desxifrat. El terme xifrat (de vegades xifrat ) s'utilitza sovint per referir-se a un parell d'algorismes, un per al xifratge i un altre per al desxifrat. Per tant, el terme criptosistema s'utilitza més sovint quan l'algoritme de generació de claus és important. Per aquest motiu, el terme criptosistema s'utilitza habitualment per referir-se a tècniques de clau pública; tanmateix, tant "xifrat" com "criptosistema" s'utilitzen per a tècniques de clau simètrica.

## Definició formal
Matemàticament, un criptosistema o esquema de xifratge es pot definir com una tupla {\displaystyle ({\mathcal {P}},{\mathcal {C}},{\mathcal {K}},{\mathcal {E}},{\mathcal {D}})} amb les següents propietats.
1. {\displaystyle {\mathcal {P}}} és un conjunt anomenat "espai de text pla". Els seus elements s'anomenen textos en pla.
2. {\displaystyle {\mathcal {C}}} és un conjunt anomenat "espai de text xifrat". Els seus elements s'anomenen textos xifrats.
3. {\displaystyle {\mathcal {K}}} és un conjunt anomenat "espai clau". Els seus elements s'anomenen claus.
4. {\displaystyle {\mathcal {E}}=\{E_{k}:k\in {\mathcal {K}}\}}és un conjunt de funcions {\displaystyle E_{k}:{\mathcal {P}}\rightarrow {\mathcal {C}}}. Els seus elements s'anomenen "funcions de xifratge".
5. {\displaystyle {\mathcal {D}}=\{D_{k}:k\in {\mathcal {K}}\}} és un conjunt de funcions {\displaystyle D_{k}:{\mathcal {C}}\rightarrow {\mathcal {P}}}. Els seus elements s'anomenen "funcions de desxifrat".

Per cada {\displaystyle e\in {\mathcal {K}}}, hi ha {\displaystyle d\in {\mathcal {K}}} de tal manera que {\displaystyle D_{d}(E_{e}(p))=p} per a tot {\displaystyle p\in {\mathcal {P}}}.
Nota; normalment, aquesta definició es modifica per tal de distingir un esquema de xifratge com un tipus de criptosistema de clau simètrica o de clau pública.

## Exemples
Un exemple clàssic de criptosistema és el xifrat de César. Un exemple més contemporani és el criptosistema RSA.
Un altre exemple de criptosistema és l'Estàndard de xifratge avançat (AES). AES és un algorisme de xifratge simètric àmpliament utilitzat que s'ha convertit en l'estàndard per protegir les dades en diverses aplicacions.
El criptosistema Pallier és un altre exemple utilitzat per preservar i mantenir la privadesa i la informació sensible. Apareix en el vot electrònic, les loteries electròniques i les subhastes electròniques.